# جین هارلو
جین هارلو (به انگلیسی: Jean Harlow) ‏(۳ مارس ۱۹۱۱ – ۷ ژوئن ۱۹۳۷) بازیگر فیلم‌های آمریکایی بود. هارلو به عنوان یکی از بزرگترین ستاره‌های سینما در تمام دوران، توسط مؤسسه فیلم آمریکا برگزیده شد. هارلو به خاطر داشتن ظاهری زیبا جذابیت بسیاری داشت و به همین خاطر حضوری مؤثر در نمایش‌هایش داشت.

## زندگی
هارلین هارلو کارپنتر (Harlean Harlow Carpenter) در کانزاس سیتی، میسوری متولد شد. نام او گاهی اوقات به اشتباه املای کارپنتیر، بیان می‌شد. پدر او، مونت Clair کارپنتر (۱۸۷۷–۱۹۷۴)، یک دندانپزشک که از یک طبقه کارگربود و در دانشکده دندانپزشکی در کانزاس سیتی تحصیل کرده بود. مادر او، ژان پو کارپنتر (نام اصلی اش هارلو)، دختر یک دلال ثروتمند املاک و مستغلات بود.
وی بعد از شروع بازیگری به سرعت کاری برای خود در یک شرکت فیلم‌سازی دست و پا کرد. سپس با ایفای نقشهای کوتاه در فیلم‌های «هال روچ» مورد توجه قرارگرفت هارلو هم مثل اغلب هنرپیشه‌های آن موقع به کمک «هاوارد هیوز» به یک ستاره تبدیل شد. او در ابتدا مورد بی‌مهری منتقدینش قرار گرفت ولی پس از استقبال گسترده از فیلم‌هایش باعث شد که در سال ۱۹۳۲ شرکت مترو گلدوین مایر قرار دادی با هارلو ببندد. هارلو در آن دوران با ایفای نقشهای اورت به یک سمبل سکس تبدیل شده بود.
در ژوئیه ۱۹۳۲ با پال برن مدیر مترو گلدین مایر ازدواج کرد ولی برن چند ماه بعد به دلیل اختلالات جنسی خودکشی کرد. هارلو در سال ۱۹۳۳ با هارولد راسن عکاس سینمایی فیلم‌هایش ازدواج کرد که فقط یک سال به طول انجامید. بعد با ویلیام پاول نامزد شد که هرگز به ازدواج نینجامید و بالاخره در ۷ ژوئن ۱۹۳۷ به علت نارسایی کلیوی درگذشت.

## بخشی از فیلم‌شناسی
- ۱۹۲۹ جلوه عشق (ارنست لوبیچ)
- ۱۹۳۰ فرشتگان جهنم (هاوارد هیوز)

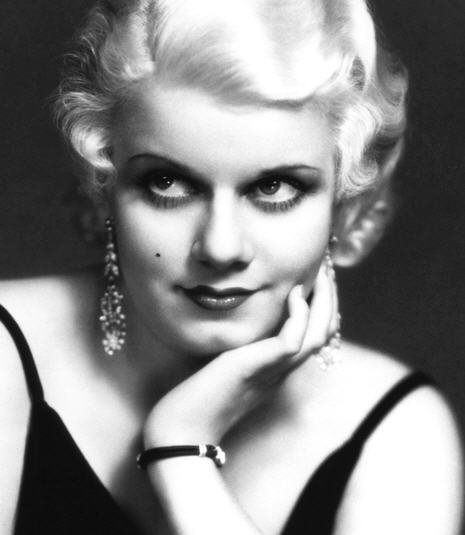
Harlow in a early publicity still (circa ۱۹۳۰–۳۱).

- ۱۹۳۱ روشنایی‌های شهر (چارلی چاپلین)
- ۱۹۳۱ مرد آهنی (تاد براونینگ)
- ۱۹۳۱ دشمن مردم (ویلیام ولمن)
- ۱۹۳۱ سه دختر باهوش (ویلیام بوداین)
- ۱۹۳۲ زن مو قرمز (جک کانوی)
- ۱۹۳۳ بمب جاذبه (ویکتور فلمینگ)
- ۱۹۳۳ شام ساعت هشت (جورج کیوکر)
- ۱۹۳۳ مردت را نگهدار (سم وود)
- ۱۹۳۴ دختری از میسوری (جک کانوی)
- ۱۹۳۵ دریاهای چین (تی گارنت)
- ۱۹۳۵ بی پروا (ویکتور فلمینگ)
- ۱۹۳۵ بی‌مصرف (رابرت زی. لنرد)
- ۱۹۳۶ زن انگشت‌نما (جک کانوی)
- ۱۹۳۶ سوزی (ژرژ فیتزموریس)
- ۱۹۳۶ زن علیه منشی (کلارنس براون)
- ۱۹۳۶ اراذل و اوباش (جی. والتر روبن)
- ۱۹۳۷ ساراتوگا (جک کانوی)